# Agat
Agatul este o varietate microcristalină a mineralului cuarț. Caracteristice ale agatului sunt dungile colorate diferit. Repartiția regulată a dungilor se datorează unei cristalizări ritmice.

## Varietăți
- Agat-caisă
- Agat-ochi
- Agat-lemn (datorită aspectului lemnos)
- Agat de tip Botswana
- Agat-migdală (sau enhidric)
- Agat-cetate (Agat cu benzi de culori diferite, care dau aspectul unei fortărețe)
- Agat de pace (Agatul păcii)
- Agat de foc (agat cu imagini asemănătoare unui foc sau unor nori)
- Agat de peșteră (sau de pădure)
- Agat de mărgean
- Agat cu mușchi (conține dendrite de culoare neagră de mangan)
- Onix (sau ochi de pisică, cu cercuri concentrice negre și albe)
  - Sardonix (cu dungi negre, brune și albe)
  - Carneol (cu dungi roșii și albe, cu nuanțe spre portocaliu și galben)
- Agatul-curcubeu
- Agat răsunător (agat cilindric cu cristale lungi prismatice)
- Agat solzi de șarpe
- Agat-scolecită (pseudomorfoză asemănătoare cu scolecita)
- Agat stelat (sau agat-stea)
- Agat-fărâme (Agat triturat și recombinat prin procese de cristalizare ulterioară)
- Agat-Turitelă (Agat cu forme semănând cu gasteropodele Turitella)

## Răspândire
Agatul cristalizează în golurile (geodele) din rocile înconjurătoare, care pot fi frecvent roci magmatice dar și roci sedimentare metamorfizate unde se întâlnesc așa-numitele microagate.
Cele mai răspândite forme sunt agatele-migdale, asociate cu calcit. Cel mai mare agat (35 tone, Brazilia) găsit până în prezent a fost prezentat ca ametist în anul 1902 la o expoziție în Düsseldorf.
Alte locuri unde s-au găsit cantități mai însemnate de agat sunt: Rio Grande do Sul în Brazilia, Glashütte, Idar-Oberstein , St.Egidien (Sachsen) și Schöngleina/Thür în Germania, Yemen, Mongolia, Sicilia, Boemia în Cehia, Uruguai, Monte Tondo lângă Vicenza.

## Structură și caracteristici

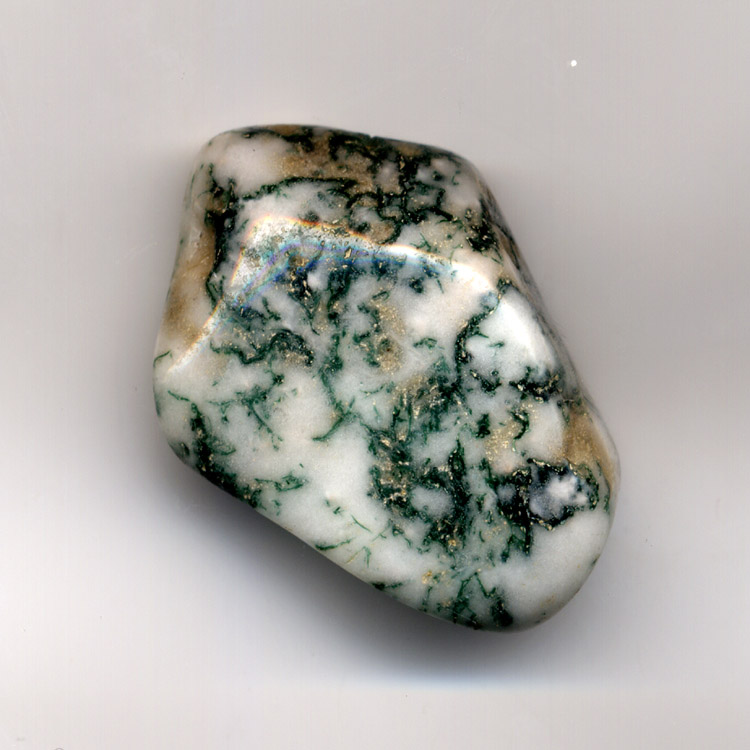
Agat de mușchi, mărime 2,5 cm

Structura mineralului constă din straturi intercalate concentrice sau neregulate formate în geode.
Agatul este o varietate de calcedon, un silicat microcristalin; unele varietăți au o structură fină, straturile având uneori o lățime de 0,01 mm.
Formele amorfe de agat sunt foarte rare, culorile diferite a straturilor mineralului se datorează frecvent ionilor de fier și mangan. Această intercalare se poate observa clar mai ales la onix (culori intercalate de alb și negru) ca și sardonix unde se intercalează culorile de alb și roșu.
 Între cristalele de calcedon se află cristale de ametist, cuarț, calcită, zeolit și hematit. 
Prin procesele de eroziune roca care găzduiește agatul în geode va fi fărămițată și transportată, agatul care este rezistent la agenți chimici, mecanici și acțiunea solară va putea fi găsit astfel și în rocile sedimentare.

## Istoric

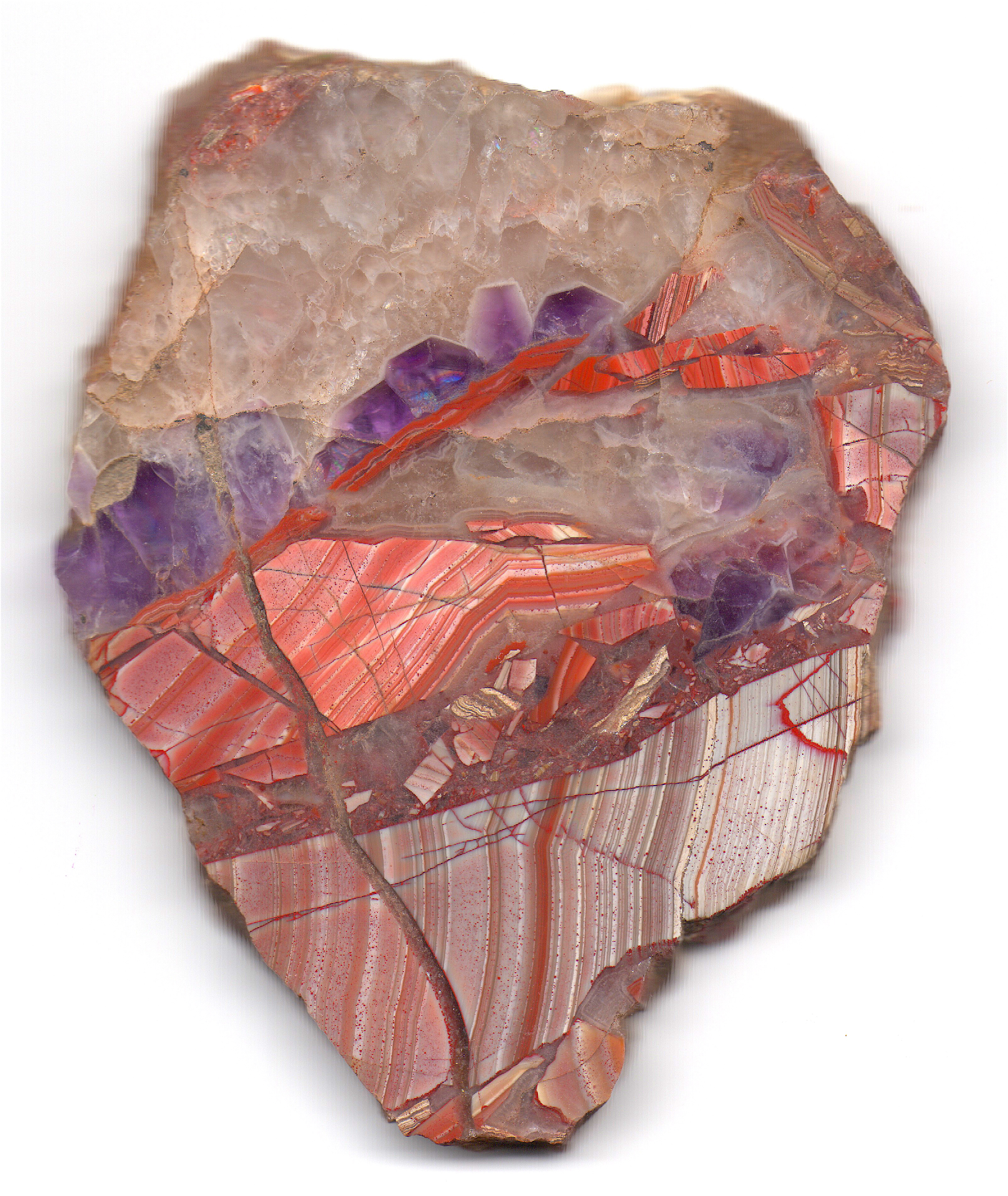
Agat (jos), ametist, cuarț din Maramureș.

Teofrast din Eresos (390-371 î.C.) filozof și naturalist grec, denumește mineralul după Ahates numele râului din Sicilia  (azi Drillo) unde l-a găsit.
Agatul a fost apreciat încă din anul 1000 î.C. de vechii egipteni, fiind folosit pentru sigilii, obiecte de podoabă, inele, amulete și vase.
Mai târziu, în secolul XVII, începe utilizarea agatului pe scară industrială, fiind combinat în obiectele de podoabă cu aur și argint.
După anul 1813 în Idar-Oberstein (Germania) s-a descoperit proprietatea agatului de a-și schimba culoarea sub acțiunea temperaturii ridicate (ardere), procedeu care s-a extins rapid, prelucrându-se astfel și agatele importate în acel timp din Uruguay, fiind tăiate de exemplu onixe în Paris.

## Utilizare

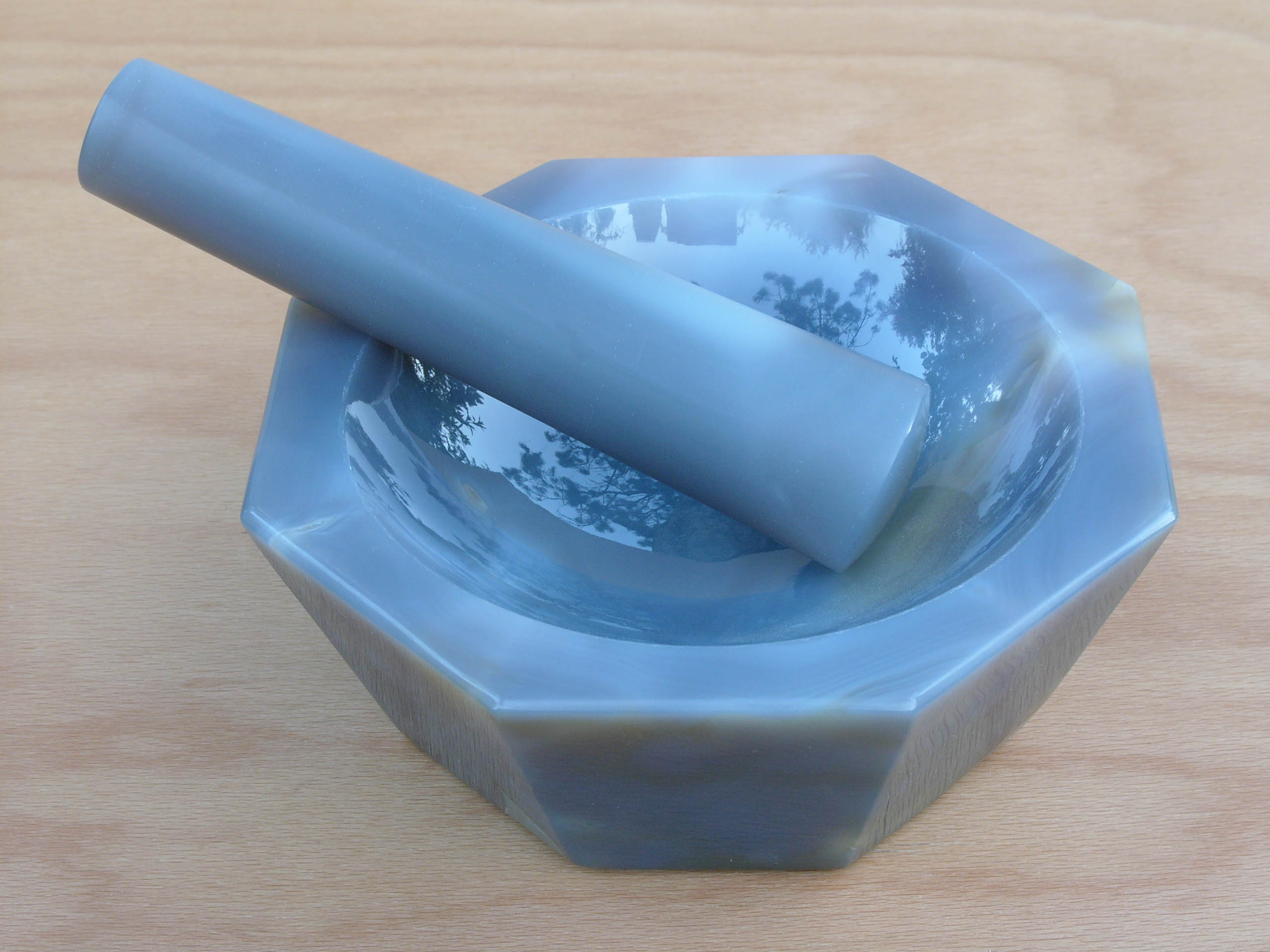
Mojar din agat.

Agatul cu varietățile sale este folosit cel mai frecvent ca piatră semiprețioasă. Prin tăiere și șlefuire s-au creat agate deosebit de frumoase, ca inele, broșe, mojare, agrafe, brățare, rozare, mânere de tacâmuri, nasturi, vase etc.
Datorită durității sale mineralul este din ce în ce mai mult folosit în tehnica modernă.

## Imitații și falsificări

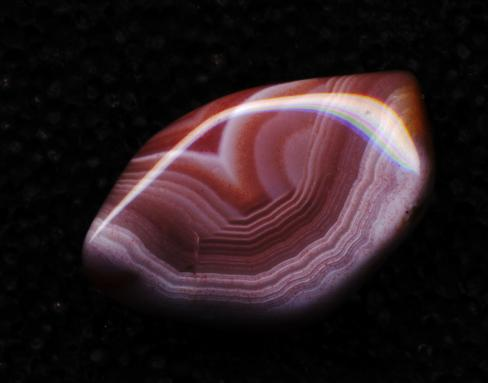
Agat-Sardonix

Prin faptul că mineralul pe piață era un obiect căutat, s-au făcut o serie de manipulări, de colorare de minerale.
Astfel producerea artificială a Onixului (ochi de pisică) din agat introdus în miere diluată cu sirop de zahăr încălzit timp de 2-3 săptămâni, după care se fierbea în acid sulfuric concentrat și apoi șlefuit. Alte metode erau folosirea diferiților reactivi chimici la formele poroase de agat.
Aceste falsificări se pot deosebi de formele naturale numai la microscop.